# John Shea
John Victor Shea III, född 14 april 1949 i North Conway i Carroll County, New Hampshire, är en amerikansk skådespelare, filmproducent och regissör. Han började sin karriär när han medverkade i Broadwaymusikalen Yentl och började sedan därefter på Actors Studio där han under några års tid studerade method acting.